# Чограйский
Чогра́́йский — посёлок в Арзгирском районе (муниципальном округе) Ставропольского края России.

## Варианты названия
- Центральная усадьба совхоза Арзгирский[4]

## География
Расстояние до краевого центра: 206 км.
Расстояние до районного центра: 35 км.

## История
Посёлок Чограйский основан в октябре 1927 года на месте небольших хуторов Сидоренко, Дудкина, Дубинина, Шорникова, Куянцева, Гадан и других переселенцами из села Арзгир. В короткое время были построены клуб, столовая, магазин, медпункт, начальная школа. В 1954 году в посёлок прибыл на постоянное жительство отряд механизаторов-целинников, в 1961 году — семьи переселенцев из Турции.
В 1927-30 годах назывался фермой акционерного общества «Турксад».
В 1930-37 годах — совхоз «Овцевод».
В 1937-40 годах — 5-я ферма совхоза «Турксад».
В 1940-95 годах — центральная усадьба овцесовхоза № 3 «Арзгирский», обанкротившегося в 1995 году.
На 1 марта 1966 года входил в состав Садовского сельсовета с центром в селе Садовом:8.
В 1972 году Указом Президиума ВС РСФСР посёлок отделения № 3 совхоза «Арзгирский» переименован в Чограйский. Название посёлка связано со строительством Чограйского водохранилища. Строительство водохранилища, ввод в строй орошаемых земель, строительство водопроводных линий, асфальтобетонных дорог в 1970-е годы послужило толчком к развитию села.
На 1 января 1983 года являлся административным центром Чограйского сельсовета, в состав которого входили посёлки Довсун и Чограйский:10.
До 16 марта 2020 года был административным центром сельского поселения Чограйский сельсовет.

## Население
| 1989 | 2002  | 2010  | 2012  | 2014  | 2021  |
| ---- | ----- | ----- | ----- | ----- | ----- |
| 1550 | ↗1749 | ↘1449 | ↗1450 | ↗1500 | ↘1075 |

По данным переписи 2002 года в национальной структуре населения русские составляли 55 %.

## Инфраструктура
- Центр культуры и досуга
- Доп.офис № 5232/011 Сберегательного Банка РФ
- Общественное открытое кладбище площадью 14505 м²[16]

## Образование
- Детский сад № 2
- Средняя школа № 7

## Предприятия
- Общество с ограниченной ответственностью «ЮгИнвест» (35 работников, сельскохозяйственное производство)

## Памятники
- Обелиск воинам-землякам, погибшим в годы Великой Отечественной войны 1941—1945 гг. 1966 год[17]